# Flora Revalles
Flora (of Flore) Revalles (Rolle, 25 januari 1889 – Genève, 29 augustus 1966) was een Zwitserse actrice.

## Filmografie

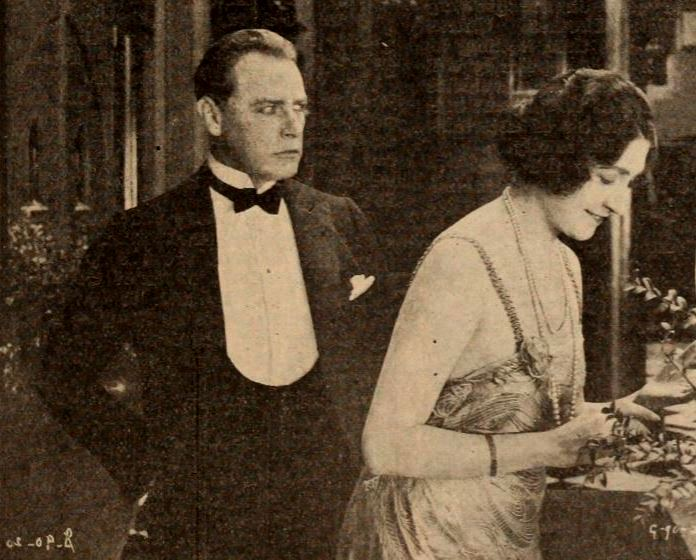
Flora Revalles in Eartbound, 1920

## Galerij

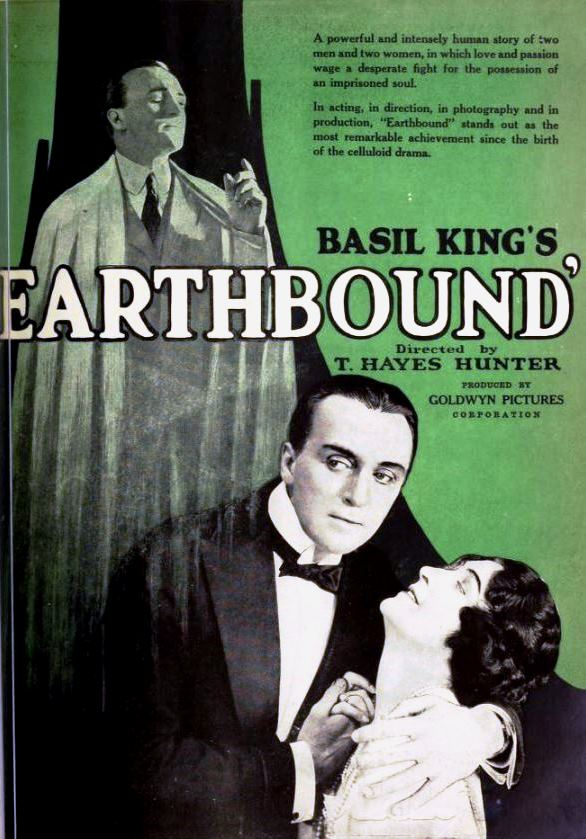
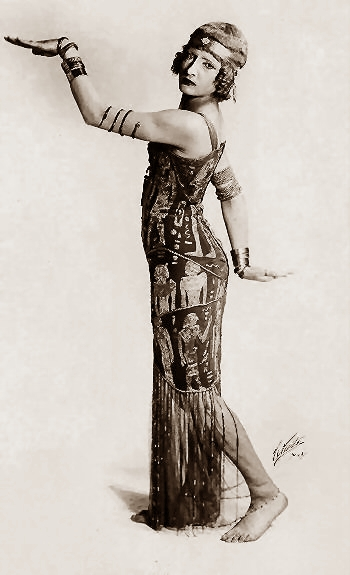
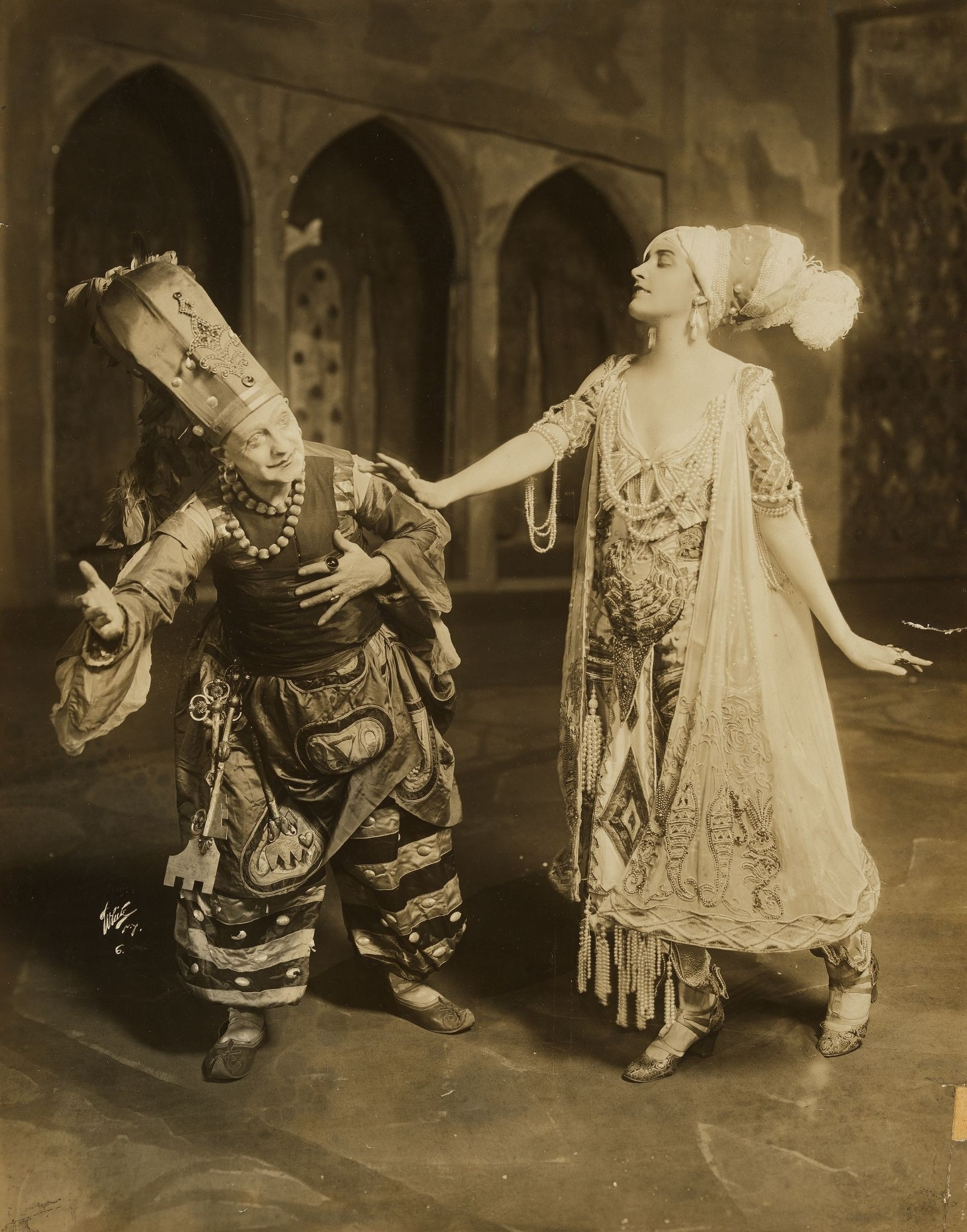
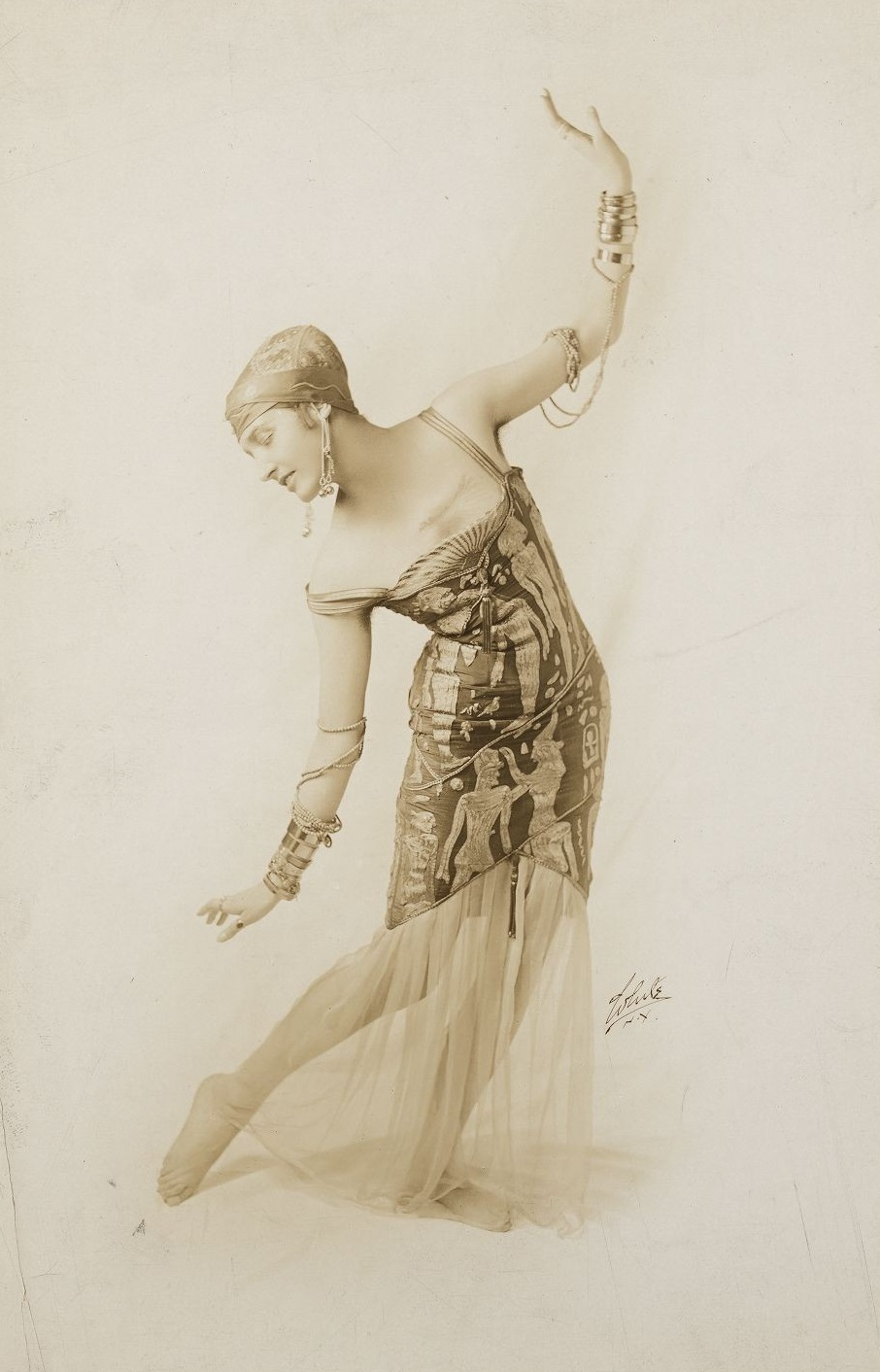